# سونیوشی سایتو
سونیوشی سایتو (انگلیسی: Tsuneyoshi Saito؛ زادهٔ ۲۸ آوریل ۱۹۶۵) موسیقی‌دان اهل ژاپن است.